# فرنسيس باتريك بيكر
فرنسيس باتريك بيكر (بالإنجليزية: Francis Patrick Baker)‏ هو سياسي أسترالي، ولد في 30 مايو 1873 في أستراليا، وتوفي في 2 يونيو 1959. حزبياً، نشط في حزب العمال الأسترالي. وقد انتخب عضو مجلس النواب الأسترالي عن دائرة Division of Maranoa ‏ (21 سبتمبر 1940 – 21 أغسطس 1943).